# Paikgachha
Paikgachha è un sottodistretto (upazila) del Bangladesh situato nel distretto di Khulna, divisione di Khulna. Si estende su una superficie di 411,19 km² e conta una popolazione di 247.983 abitanti (dato censimento 2011).